# Robin Eriksson
Bo Robin Eriksson (Göteborg, 5 januari 1991) is een Zweeds voetballer die als aanvaller voor onder andere BK Häcken speelde.

## Carrière
Robin Eriksson speelde in de jeugd van Kärra KIF en de gezamenlijke jeugdopleiding van sc Heerenveen en FC Emmen. In de zomer van 2009 brak hij zijn nek bij een auto-ongeluk, wat hem negen maanden de kant hield. In 2011 werd hij voor een half jaar verhuurd aan het Zweedse BK Häcken, waar hij zijn debuut maakte in de Allsvenskan. In januari 2012 werd zijn contract door Heerenveen ontbonden. In het seizoen 2013 speelde hij voor de Zweedse amateurclub Kärra KIF, waar hij in 22 wedstrijden 30 keer scoorde. Dit leverde hem een transfer op naar het Finse IFK Mariehamn, waar hij een bekerwedstrijd en vier wedstrijden in het tweede bekertoernooi speelde. Na een half jaar vertrok hij weer, en speelt sindsdien voor verschillende Zweedse amateurclubs.

### Statistieken
| Seizoen                     | Club           | Land           | Competitie            | Competitie | Competitie | Beker | Beker | Overig | Overig | Totaal | Totaal |
| Seizoen                     | Club           | Land           | Competitie            | Wed.       | Dlp.       | Wed.  | Dlp.  | Wed.   | Dlp.   | Wed.   | Dlp.   |
| --------------------------- | -------------- | -------------- | --------------------- | ---------- | ---------- | ----- | ----- | ------ | ------ | ------ | ------ |
| 2011                        | → BK Häcken    | Zweden         | Allsvenskan           | 1          | 0          | 0     | 0     | –      | –      | 1      | 0      |
| 2012                        | Kärra KIF      | Zweden         | Div 4 A Göteborg      | 22         | 30         | –     | –     | –      | –      | 22     | 30     |
| 2013                        | IFK Mariehamn  | Finland        | Veikkausliiga         | 0          | 0          | 1     | 0     | 4      | 0      | 5      | 0      |
| 2013                        | Ytterby IS     | Zweden         | Div 2 Norra Götaland  | 8          | 2          | –     | –     | –      | –      | 8      | 2      |
| 2014                        | Ytterby IS     | Zweden         | Div 2 Norra Götaland  | 20         | 15         | –     | –     | –      | –      | 20     | 15     |
| 2015                        | Ytterby IS     | Zweden         | Div 2 Västra Götaland | 23         | 18         | –     | –     | –      | –      | 23     | 18     |
| 2016                        | Lindome GIF    | Zweden         | Div 2 Västra Götaland | 22         | 22         | –     | –     | –      | –      | 22     | 22     |
| 2017                        | Lindome GIF    | Zweden         | Div 2 Västra Götaland | 19         | 12         | –     | –     | –      | –      | 19     | 12     |
| 2018                        | Qviding FIF    | Zweden         | Div 3 Nord Götal.     | 19         | 26         | –     | –     | –      | –      | 19     | 26     |
| 2019                        | Ahlafors IF    | Zweden         | Div 3 Mell. Götal.    | 1          | 1          | –     | –     | –      | –      | 1      | 1      |
| Carrièretotaal              | Carrièretotaal | Carrièretotaal | Carrièretotaal        | 135        | 126        | 1     | 0     | 4      | 0      | 140    | 126    |
| Bijgewerkt op 22 april 2019 |                |                |                       |            |            |       |       |        |        |        |        |